# Distretto di Ban Laem
Il distretto di Ban Laem (in thailandese: บ้านแหลม) è un distretto (amphoe) della Thailandia, situato nella provincia di Phetchaburi.